# 옥천성당
옥천성당(沃川聖堂)은 충청북도 옥천군 옥천읍에 위치한 천주교 청주교구에 속한 천주교 성당이다. 성당 건물은 2002년 2월 28일 국가등록문화재 제7호로 지정되었다.

## 개요
1903년 공주 본당의 신부인 파스키에(P. Pasquier)에 의해 옥천 공소가 설립되었다. 1904년 경부선 철도가 개통되고 옥천이 교통의 요지로 부상하게 되자 옥천 본당 설립이 추진되었다. 1906년 5월 20일 옥천 공소에서 본당으로 승격되었으며, 초대 신부로 홍병철 루가 신부가 부임하였다. 1909년 20평 규모의 성당이 완공되었다. 이후 옥천 본당은 다시 공소로 격하되었다가, 1948년 7월 본당으로 다시 승격되었다. 본당은 삼양리로 이전하여 새로운 성당 건물을 신축하였다. 1953년 메리놀외방전교회가 충청북도를 관할하게 되었고, 1956년 옥천 본당 건물을 100여 평으로 확장하여 증축하였다.
옥천천주교회의 성당 건물은 철근 콘크리트 기와집으로 1945년 무렵에 세워졌으며, 지방에 세워진 성당 건축의 전형적 형태를 띠고 있다. 지붕은 벽돌 조적식 단층 기와지붕이고, 평면 형식은 직사각형의 홀 형식이다. 1991년 10∼11월에 성당 뒷면으로 트랜셉트(transept : 翼廊)와 제단 앱스(apse : 後陣)를 증축하여 직사각형 형식에서 십자형으로 바뀌었다. 현재 충청북도 지역에 유일하게 남아 있는 1940년대의 천주교 성당 건축물로, 이후의 성당 건축물에 큰 영향을 끼쳤으며 건축사적으로도 가치가 있는 건물이다. 대체적으로 좌우 대칭 형태를 이루고 있으나, 성당 건물 좌측에 난 출입문으로 인하여 완벽한 좌우 대칭은 이루고 있지 않다.

## 참고자료
- 옥천성당 - 국가유산청 국가유산포털